# Langur de François
El langur de François (Trachypithecus francoisi) és una espècie de primat de la família dels cercopitècids. És originari del sud de la Xina i el nord-est del Vietnam. El seu hàbitat natural són els boscos càrstics tropicals i subtropicals, on es refugia en coves i sortints rocosos. Està amenaçat per la caça i la destrucció del seu hàbitat per l'activitat minera i l'extracció d'altres recursos.